# 주산촌
주산촌(十三村)은 아오모리현 니시쓰가루군에 설치되었던 촌이다. 현재의 고쇼가와라시에 해당한다.